# MICE
MICE (от англ. Meetings, Incentives, Conferences, Exhibitions) — область индустрии 
делового туризма, связанная с организацией и проведением различных корпоративных мероприятий.
Понятие MICE образуют четыре базовых направления:
- meetings — корпоративные встречи, презентации, переговоры и т. д.,
- incentives — поощрительные или мотивационные туры и программы, тимбилдинги, обучение персонала, корпоративные праздники,
- conferences — конференции, конгрессы, съезды, форумы, семинары и т. д.,
- exhibitions — выставки, имиджевые мероприятия (фестивали, благотворительные концерты и т. д.), PR-события и пресс-туры.

Индустрия MICE тесно переплетается с event-индустрией.
В отличие от термина деловой туризм термин MICE подразумевает организованные коллективные выездные мероприятия с бизнес-целями и не включает индивидуальные рабочие поездки (командировки).
Основными заказчиками MICE выступают две категории: корпоративные заказчики и государственный сектор. Также растет сегмент мероприятий, организованных НКО, образовательными учреждениями, отраслевыми ассоциациями.
Характерные примеры MICE-мероприятий: международные конференции специалистов или компаний (Build), цикловые и научные конференции, стратегические сессии, экономические форумы (Петербургский экономический форум, Саммит АТЭС), корпоративные выезды сотрудников бизнеса с целью командообразования и поощрения.
Ключевыми игроками рынка являются специализированные MICE- и event-агентства, конгресс-бюро, выставочные центры и различные площадки для проведения корпоративных мероприятий.

## Статистика
В 2021 году объём мирового MICE-рынка оценивался в 1,027 трлн $.
Значительную долю MICE-рынка составляют отраслевые конференции, организованные по профессиональному признаку, в том числе медицинской тематики.
Согласно статистике Международной ассоциации конгрессов и конференций (ICCA), в период с 1963 по 2013 г. число встреч международных ассоциаций удваивалось каждые 10 лет. Далее темпы роста замедлилась, но оставались положительными до 2017 года.
В годы пандемии COVID MICE-индустрия оказалась одной из наиболее пострадавших, поскольку возможности организации и проведения массовых мероприятий были существенно ограничены. После окончания пандемии рынок MICE-мероприятий восстановился на допандемийный уровень.
В 2023 году самыми востребованными MICE-направлениями стали: США (690 крупных мероприятий), Италия (553), Испания (505), Франция (472), Германия (463), Великобритания (425), Япония (363), Нидерланды (304), Португалия (303), Канада (259).
В разрезе городов самыми востребованными являются города: Париж (156 мероприятий), Сингапур (152), Лиссабон (151), Вена (141), Барселона (139), Прага (134), Рим (119), Мадрид (109), Дублин (104), Сеул (103).
К крупнейшим в мире профильным выставкам для MICE-индустрии относятся IBTM, IMEX и ITB.
Первое глобальное мероприятие IBTM (ранее EIBTM) состоялось в Женеве в 1988 году, а по состоянию на 2015 год проводится 8 выставок на 5 континентах: IBTM World, IBMT Arabia, IBTM Africa, IBTM America, IBTM China, IBTM India, IBTM Latin America, AIME — The Asia-Pacific Incentives and Meetings Expo. В 2014 году в ивентах IBTM приняли участие 5 тыс. поставщиков из более чем 100 стран мира и 19 тыс. MICE- и ивент-менеджеров.
IMEX организует две международные MICE-выставки — IMEX America, IMEX in Frankfurt. Последняя проводится в немецком Франкфурте с 2003 года.
ITB проходит в Берлине. Также с 2008 года проходит ITB Asia в Сингапуре, представляя собой распространение концепции ярмарки на страны Азиатско-Тихоокеанского региона.

## MICE в России
В 2010-е года Россия стабильно входила в перечень направлений, к которым проявляли интерес потенциальные заказчики международных деловых мероприятий. Основной объём мероприятий был сосредоточен в Москве и Санкт-Петербурге, которые входили в топ-100 мировых городов по количеству крупных международных событий.
Конкурентоспособность России в сегменте MICE-туризма обеспечивается достаточно высокими показателями развития бизнес-среды, инфраструктуры воздушного транспорта, а также значительно превышающими среднеевропейский
уровень индексами по критерию «ресурсы для культурных и деловых
поездок».
В 2020-е годы наблюдается существенное изменение MICE-отрасли. С российского рынка ушли многие западные компании, бывшие якорными клиентами для многих локальных MICE-агентств. Акцент смещается в сторону внутрироссийских мероприятий и заказчиков из числа российского крупного и среднего бизнеса. Также увеличивается объём мероприятий, которые проходят на территории России. Только 3 % корпоративных мероприятий проходят за рубежом. Ключевыми регионами для проведения корпоративных мероприятий, согласно данным опросов, являются Москва, Санкт-Петербург, Краснодарский край, Татарстан, Алтайский край и Мурманская область.
C 2021 года проходит ежегодный MICE Excellence Forum, крупнейшее отраслевое мероприятие для профессионалов индустрии делового туризма.
Объём выручки крупнейших компаний, работающих на рынке корпоративных мероприятий в России, в 2022 году составил 53,1 млрд рублей, а общий объём рынка оценивается минимум в 100 млрд.
Согласно исследованию ВНИЦ R&C и MICE Excellence, в 2022 году произошло фактическое восстановление на допандемийный уровень — объём выручки компаний, работающих на рынке корпоративных мероприятий в России, на 95 % восстановился до уровня 2019. А по итогам 2023 года сегмент делового туризма полностью восстановился и превысил показатели рекордного 2019 года.
С 2022 года ежегодно проводится рейтинг «Самые влиятельные люди в MICE», который определяет представителей индустрии, внесших значительный вклад в её развитие.

## Влияние на экономику
MICE-туризм играет весомую роль в национальной и мировой экономике, оказывая значительное прямое и косвенное влияние на другие отрасли: транспорт, связь, финансовый сектор, культуру, здравоохранение, торговлю и сферу гостеприимства. По оценкам экспертов, MICE-туризм подвержен мультипликативному эффекту, где на одно созданное рабочее место приходится семь в смежных отраслях, а затраты отелей и других мест размещения мультиплицируются на поставщиков и производителей.
Согласно исследованиям турист, приезжающий с бизнес-целями, в среднем тратит в 2-3 раза больше, чем обычный турист.
Другим экономическим отличием от обычного туризма называется отсутствие сезонности, что позволяет с помощью MICE-мероприятий сделать более равномерной нагрузку на инфраструктуру и обеспечить приток туристов на протяжении всего года.
Поскольку участники MICE-мероприятий являются, как правило, квалифицированными специалистами своей профессиональной области, они могут положительно влиять на научное развитие на местном уровне, расширение связей и сотрудничества между представителями умственного труда.
MICE-индустрия поспособствовала появлению новых региональных организаций, в частности конгрессных бюро (Convention and Visitor Bureau — CVB).
Данные структуры занимаются маркетингом и продвижением регионов на
рынке делового туризма, стимулируя организаторов мероприятий выбрать их регион или страну для проведения события. Среди мер стимулирования встречаются информационная поддержка, различные экономические стимулы. В Москве действовала в 2022—2023 г.г. грантовая программа, компенсирующая часть затрат для организаторов MICE-мероприятий.
Средний объём затрат на организацию одного корпоративного мероприятия в 2023 году не превышает 10 млн рублей. В случае крупных выездных мероприятий, которые составляют около 3 % от общего числа, бюджет превышает 100 млн рублей.

## Современные тенденции
В настоящее время на развитии MICE-рынка сказывается множество факторов — социально-экономических, политических, технологических, культурных. К современным тенденциям в индустрии встреч специалисты и аналитики относят следующее:
- Рост популярности концепции КСО среди организаторов и участников MICE-мероприятий, что позитивно сказывается на развитии так называемого устойчивого (или ответственного) туризма[27]

- Активное участие вместо пассивного посещения. Динамика деловых встреч и корпоративных мероприятия меняется от иерархичности и протокола к демократичности и активной вовлеченности.

- Рост влияния больших данных. Соцсети, мобильные приложения и RFID-метки позволяют организаторам получить массу информации об участниках мероприятия, прежде всего демографические характеристики, а это дает возможность кастомизировать программу под потребности и интересы каждого.

- Увеличение спроса на уникальные и необычные площадки.